# アイリングラップ・アイロック空港
アイリングラップ・アイロック空港（アイリングラップ・アイロックくうこう(IATA: AIC)）は、マーシャル諸島マジュロ環礁にある、公共用の空港。アイリングラップ空港またはアイロック空港とも称する。

## 就航路線
| 航空会社           | 就航地               |
| ------------------ | -------------------- |
| マーシャル諸島航空 | クェゼリン、マジュロ |